# Classic Loire-Atlantique 2019
Classic Loire-Atlantique 2019 var den 20. udgave af cykelløbet Classic Loire-Atlantique. Løbet var en del af UCI Europe Tour-kalenderen og blev arrangeret 30. marts 2019. Det blev vundet af franske Rudy Barbier fra Israel Cycling Academy.

## Hold og ryttere
| UCI WorldTeams (2)- AG2R La Mondiale - Groupama-FDJ UCI Professionelle kontinentalthold (10)- Cofidis, Solutions Crédits - Israel Cycling Academy - Delko-Marseille Provence - Rally UHC Cycling - Androni Giocattoli-Sidermec - Direct Énergie - Sport Vlaanderen-Baloise - Arkéa-Samsic - Euskadi Basque Country-Murias - Vital Concept-B&B Hotels UCI Kontinentalhold (7)- Amore & Vita-Prodir - EvoPro Racing - BHS-Almeborg Bornholm - Natura4Ever-Roubaix Lille Métropole - Canyon DHB p/b Bloor Homes - Saint Michel-Auber 93 - Cibel-Cebon |
| |

### Danske ryttere
- Sander Andersen kørte for BHS-Almeborg Bornholm
- Mathias Bregnhøj kørte for BHS-Almeborg Bornholm
- Magnus Bak Klaris kørte for BHS-Almeborg Bornholm
- Christoffer Lisson kørte for BHS-Almeborg Bornholm
- Mads Rahbek kørte for BHS-Almeborg Bornholm
- Emil Toudal kørte for BHS-Almeborg Bornholm

## Resultater
| \| Samlede stilling \| Samlede stilling \| Samlede stilling \| Samlede stilling \| Samlede stilling \| \| Rytter \| Rytter \| Hold \| Tid \| \| \| ---------------- \| ---------------- \| ----------------------------------- \| ---------------- \| ---------------- \| \| 1. \| Rudy Barbier \| Israel Cycling Academy \| 4t 28' 10" \| \| \| 2. \| Marc Sarreau \| Groupama-FDJ \| + 0" \| \| \| 3. \| Rory Townsend \| Canyon DHB p/b Bloor Homes \| + 0" \| \| \| 4. \| Adam de Vos \| Rally UHC Cycling \| + 0" \| \| \| 5. \| Jonathan Hivert \| Direct Énergie \| + 0" \| \| \| 6. \| Kévin Réza \| Vital Concept-B&B Hotels \| + 0" \| \| \| 7. \| Gianni Marchand \| Cibel \| + 0" \| \| \| 8. \| Alexandre Geniez \| AG2R La Mondiale \| + 0" \| \| \| 9. \| Kévin Le Cunff \| Saint Michel-Auber 93 \| + 0" \| \| \| 10. \| Thibault Ferasse \| Natura4Ever-Roubaix Lille Métropole \| + 0" \| \| |                  |                                     |            |
| |                  |                                     |            |
| Kilde: ProCyclingStats |                  |                                     |            |
| Samlede stilling |                  |                                     |            |
| Rytter | Rytter           | Hold                                | Tid        |
| 1. | Rudy Barbier     | Israel Cycling Academy              | 4t 28' 10" |
| 2. | Marc Sarreau     | Groupama-FDJ                        | + 0"       |
| 3. | Rory Townsend    | Canyon DHB p/b Bloor Homes          | + 0"       |
| 4. | Adam de Vos      | Rally UHC Cycling                   | + 0"       |
| 5. | Jonathan Hivert  | Direct Énergie                      | + 0"       |
| 6. | Kévin Réza       | Vital Concept-B&B Hotels            | + 0"       |
| 7. | Gianni Marchand  | Cibel                               | + 0"       |
| 8. | Alexandre Geniez | AG2R La Mondiale                    | + 0"       |
| 9. | Kévin Le Cunff   | Saint Michel-Auber 93               | + 0"       |
| 10. | Thibault Ferasse | Natura4Ever-Roubaix Lille Métropole | + 0"       |